# Thanatta Chawong
Thanatta Chawong (thai: ธนัสถา ชาวงษ์), född 19 juni 1989, är en thailändsk fotbollsspelare.
Hon spelar som anfallare i det thailändska landslaget och för klubblaget BG Bundit Asia.
Chawong har tidigare spelat för Östersunds DFF.